# Robert Koch
Heinrich Hermann Robert Koch (Clausthal-Zellerfeld, 11 dicembre 1843 – Baden-Baden, 27 maggio 1910) è stato un medico, batteriologo e microbiologo tedesco.
Robert Koch è ritenuto – assieme al suo collega-rivale Louis Pasteur – il fondatore della moderna batteriologia e microbiologia. Ha dato un contributo fondamentale alla scuola delle malattie infettive e alla nascita e al successivo sviluppo della medicina tropicale in Germania.

Firma di Robert Koch

Koch riuscì nel 1876 a coltivare l'agente causale dell'antrace (Bacillus anthracis) fuori dall'organismo e a descrivere il suo ciclo di vita, descrivendo così per la prima volta il ruolo di un agente patogeno nella nascita di una malattia. Nel 1882 scoprì l'agente eziologico della tubercolosi (Mycobacterium tuberculosis) e in seguito ne sviluppò l'estratto antigenico che poteva dimostrare l'avvenuta infezione in un organismo ospite (compreso l'organismo umano), la tubercolina. Nel 1905 venne insignito del premio Nobel per la medicina.

## Biografia

### Gli inizi

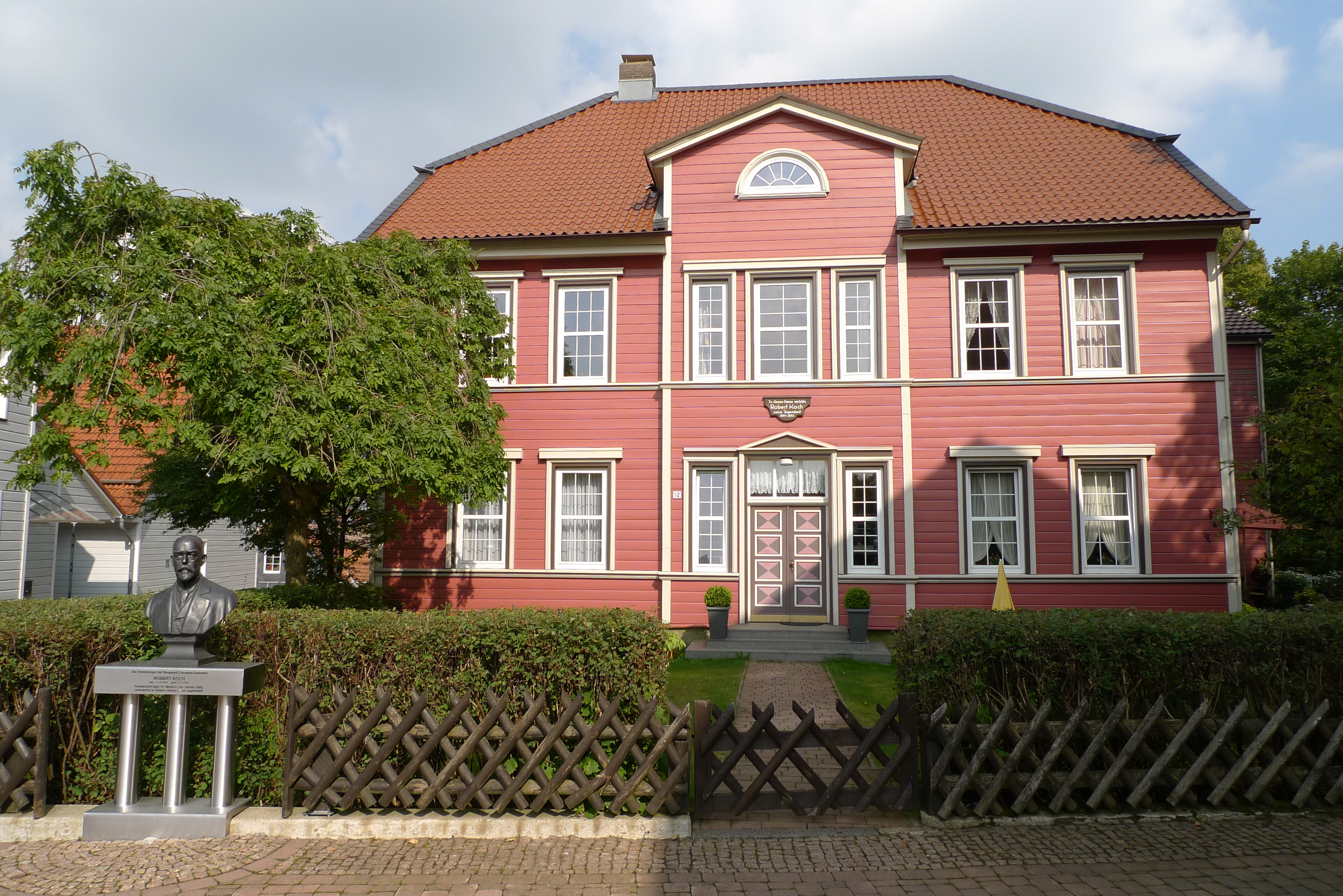
Casa giovanile di R.Koch alla Kronpatz di Clausthal

Robert Heinrich Hermann Koch nacque a Clausthal-Zellerfeld, una città mineraria vicino a Hannover, l'11 dicembre del 1843, da Hermann Koch e Matilde Biewende. Era il terzo di tredici figli, dei quali sopravvissero nove maschi e due femmine. Il padre apparteneva alla borghesia medio-alta di Clausthal, in quanto ingegnere minerario, ma viveva comunque seri problemi economici: le entrate non riuscivano a coprire le spese quotidiane e quelle per il mantenimento agli studi dei figli e a ripagare il debito contratto per l'acquisto della casa alla Kronpatz di Clausthal.
Queste preoccupazioni segnarono profondamente la vita dei figli. Hermann Koch dal 1838 al 1845 fu trasferito in Francia, dove si occupò della direzione delle miniere dell'Erz. Un po' per i suoi racconti, un po' per le sue esperienze di vita, trasmise ai figli la voglia di emigrare: la maggior parte di essi si trasferirono poi in America. In seguito, nel 1853 divenne consigliere delle miniere imperiali di Hannover; grazie a questa occupazione le finanze familiari furono risanate.

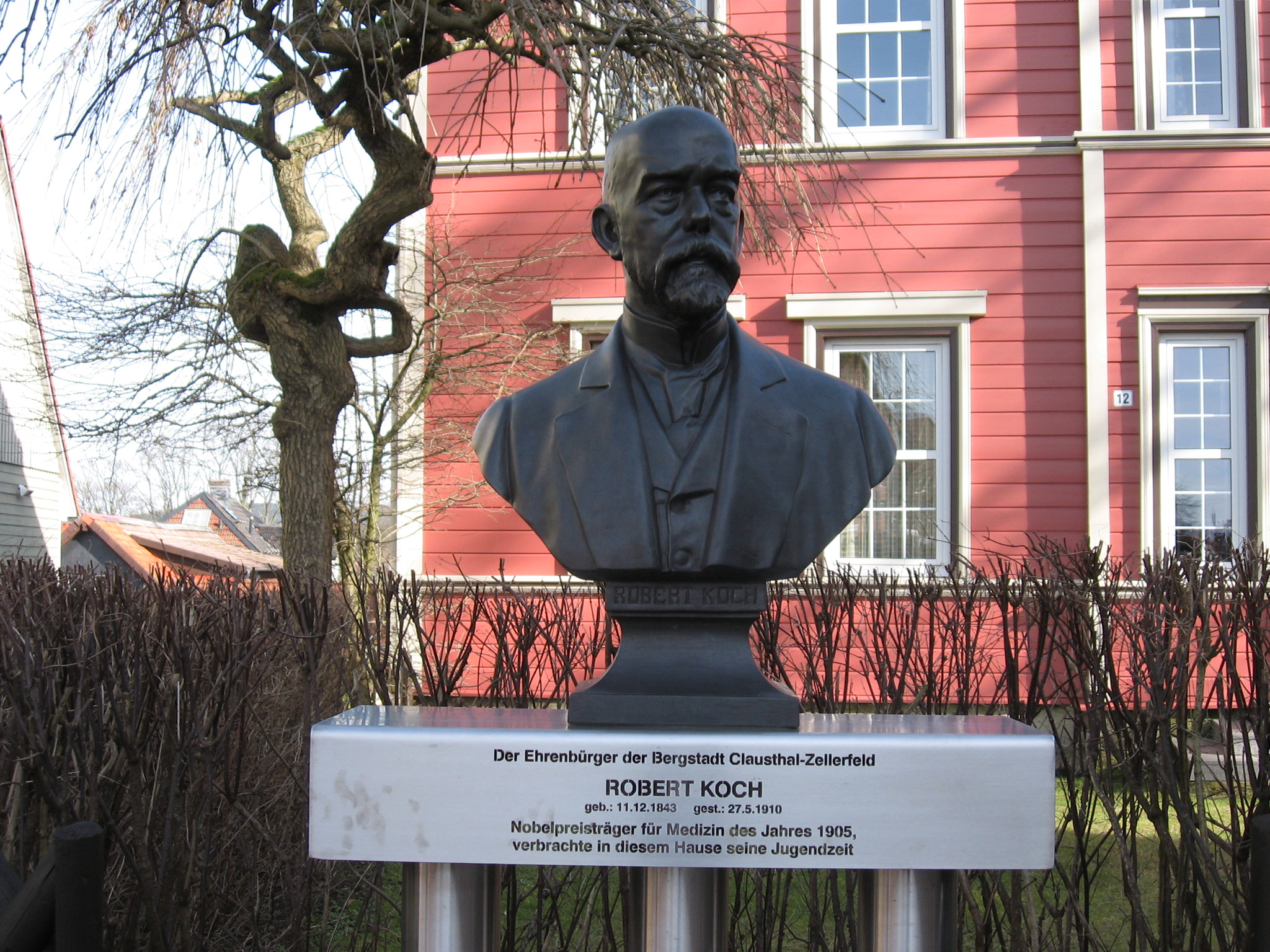
Busto di Robert Koch a Clausthal-Zellerfeld

All'età di quattro anni, R. Koch imparò da solo a leggere e scrivere apprendendo dai fratelli più grandi. L'anno successivo fu affidato a un insegnante privato e in seguito iniziò a frequentare il liceo umanistico nella Clausthaler Graupenstrasse. Prima di conseguire il diploma, Robert Koch voleva emigrare come commerciante in America, ma la madre, dopo averne capito la particolare propensione per le materie scientifiche, il mondo animale, la scienza e i minerali, insistette perché continuasse il liceo.
Importante fu la figura del nonno, che lo iniziò alla conoscenza della fotografia e della microscopia e gli insegnò a giocare a scacchi. Nella Pasqua del 1862, all'età di 19 anni, Robert Koch si diplomò e, a seguito delle insistenze dei genitori, si iscrisse alla facoltà di medicina all'Università di Gottinga. Conobbe il fisiologo Georg Meissner, il clinico Karl Hassle e l'anatomista Friedrich Gustav Jakob Henle, tre medici che ebbero un grande ascendente su di lui.
Quest'ultimo nel 1840 aveva pubblicato il trattato Von den Miasmen und Kontagien, nel quale dava le prime basi teoriche alla possibile esistenza di germi patogeni, diventando di fatto un pioniere della batteriologia. Nel gennaio del 1865, il direttore dell'Istituto patologico di Gottinga offrì a Koch un posto di assistente, anche se Koch frequentava solo il terzo anno. Nel giugno del 1865 vinse il premio alla facoltà di medicina con uno studio su "La presenza delle cellule gangliari nell'utero" e con il denaro del premio partecipò a un convegno dell'associazione tedesca degli scienziati naturalistici e medici a Hannover.

### Gli anni dopo la laurea
Nel gennaio del 1866 conseguì la laurea. In seguito partì per Berlino per incontrare Rudolf Virchow, uno dei più famosi patologi di quei tempi e frequentò il famoso ospedale "Charité". Rimase deluso dell'esperienza fatta in questo ospedale in quanto dispersivo per la moltitudine dei malati e delle malattie. Essendo andate deluse le sue aspettative lavorative-professionali ed essendo la vita di Berlino molto cara, Robert Koch pensò di arruolarsi come medico militare in Russia oppure come medico della marina sui transatlantici.
Queste decisioni erano più che altro l'espressione di voler emigrare e di non voler tornare a Clausthal come medico generico. Ancora una volta i suoi genitori non furono d'accordo con le sue decisioni e si rivolsero a un famoso fotografo amico di Amburgo, che riuscì a fargli avere un posto da medico assistente all'ospedale di Amburgo. Il fotografo in una lettera descrisse Robert Koch come un "giovane medico con molto talento ma troppo sicuro di sé stesso, che aspirava senza aver fondamenti giustificati a una carriera superiore e che questo impiego da medico assistente lo poteva riportare all'amara realtà". Nel marzo del 1866 nell'attesa di ricevere la chiamata dall'ospedale di Amburgo si fidanzò con Emmy Fraatz, che conosceva già da bambino.
Finalmente i genitori erano contenti perché con questo fidanzamento il figlio aveva abbandonato completamente l'idea di emigrare all'estero. Si sposò nel 1867 a Clausthal. Koch aveva 23 anni; a quei tempi gli uomini si sposavano intorno ai 28 anni. Koch però lo considerava come una sconfitta, piegandosi alla volontà dei genitori, perché desiderava come i suoi fratelli di emigrare e trovare fortuna altrove. Il fratello più grande, Adolf visse in Uruguay come agrario; Guglielmo visse in Messico come ricco proprietario di miniere, e anche quasi tutti gli altri fratelli e sorelle emigrarono o in America o in Messico dove trovarono fortuna. R. Koch lavorò come medico assistente all'ospedale di Amburgo, successivamente come medico generico in Langenhangen/Hannover e poi a Potsdam.
In quel periodo nacque la sua prima e unica figlia, Gertrud, ma poiché viveva in condizioni economiche precarie prese nuovamente in considerazione di emigrare. Nel 1869 si trasferì a Wollstein (oggi Wolsztyn, Polonia); una cittadina ricca e disposta a pagare il medico adeguatamente. Koch non divenne ricco ma dopo poco tempo divenne famoso anche oltre confine per le sue capacità di medico. Lavorava moltissimo e lo chiamavano anche da lontano. Nel 1870 si arruolò come medico volontario nella guerra franco-prussiana, terminata la quale venne assegnato come ufficiale medico a Wollstein nel 1872, dove rimase fino al 1880. Lì Koch comprò una casa prestigiosa, accogliente e funzionante sia per le sue visite ai pazienti sia per condurre le sue prime ricerche sulla tubercolosi.

### I primi interessi per la batteriologia

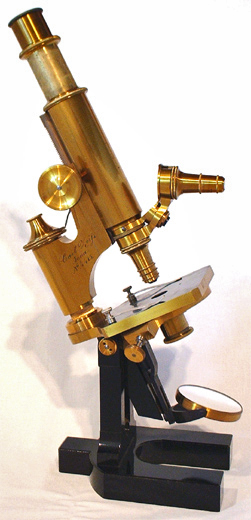
Microscopio della Carl Zeiss del 1879, utilizzato da Koch

Il suo studio era suddiviso in due stanze; la prima veniva utilizzata per le visite dei malati, la seconda era un laboratorio che veniva utilizzato per isolare e studiare l'agente patogeno su appositi terreni, sotto il microscopio e successivamente fotografarlo per "immortalare" le sue ricerche. Iniziò quindi a interessarsi alla batteriologia, studiando il decorso patologico dell'antrace, malattia endemica in animali erbivori selvatici o domestici, riuscendo a descrivere l'intero ciclo vitale del Bacillus anthracis e a riprodurre la malattia su animali presi come cavie.
Fu inoltre uno dei primi a introdurre proposte riguardanti misure igieniche da adottare per prevenire ulteriori propagazioni della malattia. Supportato da Ferdinand Julius Cohn, direttore dell'Istituto di Botanica dell'Università di Breslavia, nel 1876 pubblicò i suoi risultati, comprovando l'ipotesi secondo la quale a causare una certa malattia è un peculiare organismo. L'anno successivo (1877) inventò la microscopia fotografica, pubblicando un articolo contenente foto dettagliate di batteri e il modo in cui potevano essere ottenute.
In questi anni conobbe Julius Cohnheim, un esperto in patologia sperimentale e direttore dell'Istituto di Patologia di Breslavia, i cui metodi saranno cruciali per il lavoro di Koch. Nel 1880 Koch fu chiamato come membro straordinario all'ufficio di sanità imperiale e successivamente fu nominato consigliere imperiale per la sanità. All'istituto di sanità a Berlino Koch poté condurre le sue numerose sperimentazioni. Da allora cominciò la rapida ascesa scientifica dell'istituto; nessun altro istituto in Germania e, probabilmente nel mondo, era così all'avanguardia come quello a Berlino sotto la sua guida. Nel 1882 Koch rese noto il suo lavoro sull'agente patogeno della "peste bianca" – il bacillo della tubercolosi.
Aveva finalmente risolto l'enigma della più grossa epidemia popolare di allora. Gli venne conferito il titolo di consigliere di fiducia imperiale (Kaiserlicher geheimer Regierungsrat) da parte di Guglielmo I e firmato da Bismarck. Koch però non si accontentò della sola scoperta degli agenti patogeni ma si interessò soprattutto alla lotta per circoscrivere ed eliminare con mezzi adeguati queste malattie. Si trasferì nel corso della sua vita nelle regioni ad alto rischio della Terra, come India, Nuova Guinea e Africa e cercò di combattere malattie infettive come il colera, la peste, la malattia del sonno e la malaria.

### Due matrimoni

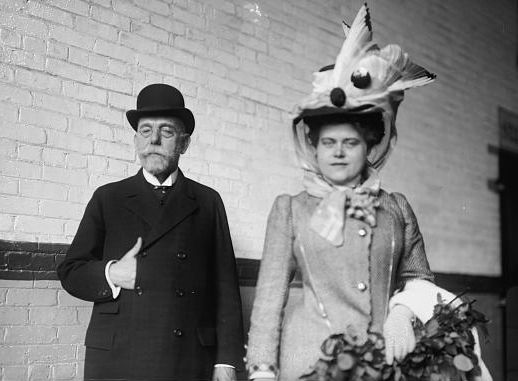
Robert Koch e Hedwig, sua seconda moglie

Nel maggio del 1866 Robert Koch annunciò inaspettatamente il suo fidanzamento con Emmy Fraatz. I due si sposarono l'anno successivo. Dal loro matrimonio nacque una figlia, Gertrud, con la quale Koch mantenne un ottimo rapporto durante tutta la sua vita. Nel 1890 Emmy Fraatz e Robert Koch divorziarono, cosa insolita per quei tempi, dal momento che nell'Impero tedesco il divorzio era previsto solo dal 1875; difatti esso conduceva facilmente all'isolamento sociale.
Il 22 gennaio 1891 Koch incontrò la diciassettenne Hedwig nello studio di un suo amico pittore, Gustav Graef. Lei era una sua allieva e posava come modella. Koch sposò la giovane solo dopo tre anni. La sua seconda moglie accompagnò Koch, diversamente dalla prima, durante i suoi numerosi viaggi all'estero.

### I viaggi all'estero

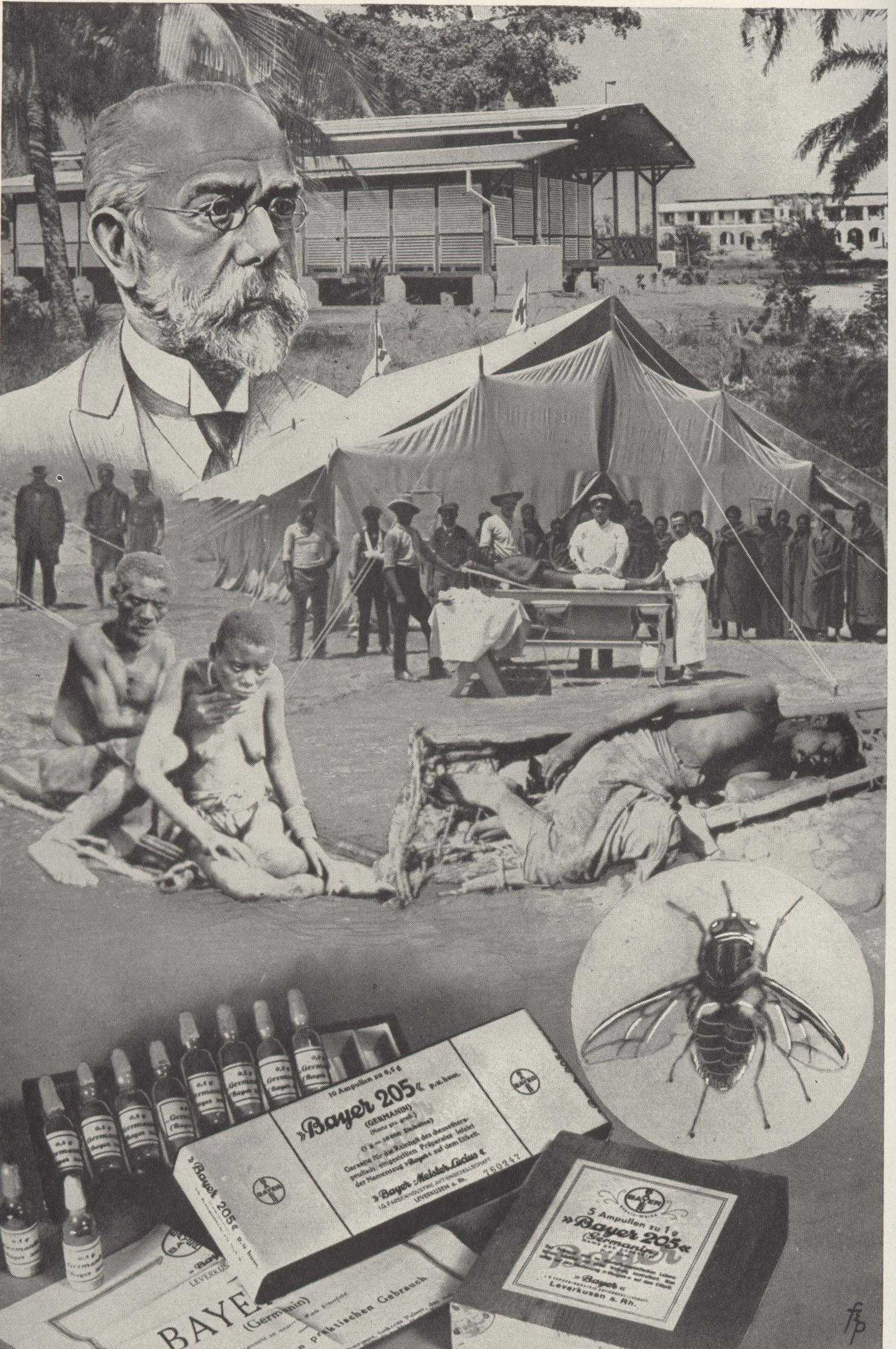
Bayer 205, farmaco per il trattamento della tripanosomiasi africana

Sin da ragazzino Koch sognava di diventare ricercatore delle scienze naturali all'estero. Probabilmente tale volontà nasceva dal fatto che sette dei suoi fratelli e una sorella emigrarono in Uruguay, Messico e Stati Uniti. Egli rimase in Germania a causa dell'influenza che colpì la sua prima moglie Emmy. Malgrado ciò riuscì sempre a conciliare la sua ricerca batteriologica con i viaggi all'estero.
Nel 1883-1884 condusse la "spedizione colera" in Egitto e in India. In seguito allo scandalo tubercolina del 1890 si allontanò dalla Germania, recandosi in Egitto.
Nel 1896 fu invitato dal governo ad analizzare e a fare ricerche sulla peste suina in Africa del Sud. Nel 1897 continuò il suo viaggio in India come membro tedesco della commissione di peste, a cui seguì il viaggio nell'Africa dell'Est. Nel 1898-1899 fece ricerche sulla malaria in Italia e poi fino a Giava. In quel periodo, nonostante varie misure preventive messe in atto dall'amministrazione locale tedesca, esplose una nuova epidemia di malaria a Stephansort, al tempo sede governativa della colonia tedesca della Nuova Guinea. Venne inviato sul posto a studiare la malattia il famoso medico e microbiologo tedesco Robert Koch, che rimase a Stephansort per un soggiorno di due mesi a partire dal 29 dicembre 1899.
Tra il 1905 e il 1906 condusse la spedizione per la malattia del sonno nell'Africa dell'Est; fece però principalmente le sue ricerche nella regione coloniale britannica in Uganda. Koch dovette interrompere questo viaggio per ricevere il premio Nobel per la medicina nel 1905 a Stoccolma per la scoperta dell'agente patogeno della tubercolosi. Nel 1908 intraprese un viaggio negli Stati Uniti, Giappone e Hawaii.

### Il successo

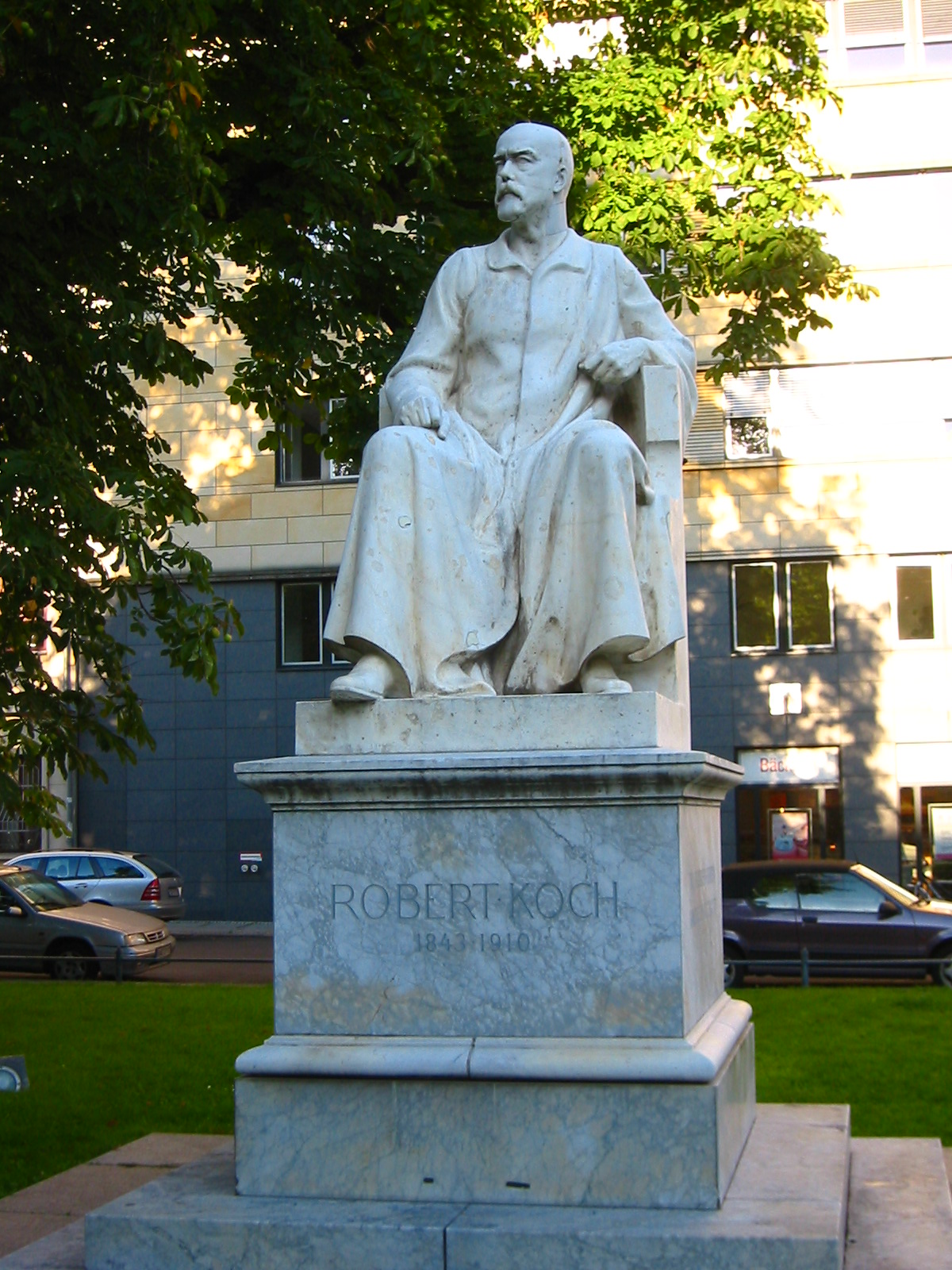
Statua di Robert Koch a Berlino nei pressi della università della Charité

Malgrado gli infruttuosi tentativi da parte della facoltà di medicina di Breslavia di creare per lui una cattedra di Igiene, nel 1880 Cohnheim gli fece ottenere un posto presso il neo-fondato Ufficio Imperiale d'Igiene, inaugurando la fase più produttiva della vita di Koch.
Nel 1881 dimostrò l'efficacia dell'uso del vapore come agente sterilizzante e conobbe personalmente, durante il Congresso Medico Internazionale di Londra, Joseph Lister e Louis Pasteur. Nel 1882 applicò i suoi metodi di analisi alla tubercolosi, all'epoca la principale causa di morte, riuscendo a stabilirne l'eziologia batterica e a confutare tutte le ipotesi fatte dai suoi predecessori. Egli riuscì infatti a isolare il batterio e a inocularne colture artificiali in altri animali sani.
Nel 1883 ottenne un altro successo identificando, durante una spedizione condotta prima in Egitto e poi in India, l'agente patogeno del colera, il vibrione colerico. Si trattò tuttavia di un successo incompleto, in quanto sia perché i successivi tentativi di inoculare colture artificiali in animali sani ebbero esito negativo sia perché il batterio era già stato isolato nel 1854 da Filippo Pacini anche se la scoperta di quest'ultimo non si diffuse a sufficienza.

### La rivalità con Pasteur
I grandi successi da lui ottenuti fecero presto nascere una accesa rivalità tra Koch e Pasteur, altro indiscusso padre della batteriologia, rivalità che ben presto divenne una questione di orgoglio nazionale. Si pensi al fatto che la stessa materia veniva chiamata microbiologia dai seguaci di Pasteur e batteriologia dai seguaci di Koch. L'inizio di tale controversia viene fatta risalire al 1882, quando si tenne a Ginevra il Congresso Internazionale di Igiene. In tale occasione Koch iniziò a contestare la validità delle scoperte di Pasteur e criticò con forza il metodo utilizzato dallo scienziato francese per il vaccino contro l'antrace, la cui efficacia era stata dimostrata pubblicamente nel 1881 a Pouilly-le-Fort.

### La tubercolina
Fu questo l'inizio del declino di Koch. Sebbene nel 1885 avesse ottenuto la tanto attesa cattedra di igiene alla università di Berlino, egli era in costante competizione con Pasteur, il quale nello stesso anno aveva presentato il vaccino contro la rabbia. Nel 1890 egli presentò la tubercolina, un rimedio segreto contro la tubercolosi. Tuttavia ben presto si dimostrò che il suo potere terapeutico era nullo e che la segretezza non serviva ad altro che a mascherare premesse scientifiche tutt'altro che certe. Ciononostante, l'euforia che seguì immediatamente dopo l'annuncio della tubercolina portò alla fondazione dell'attuale Robert Koch Institute, nel 1891.

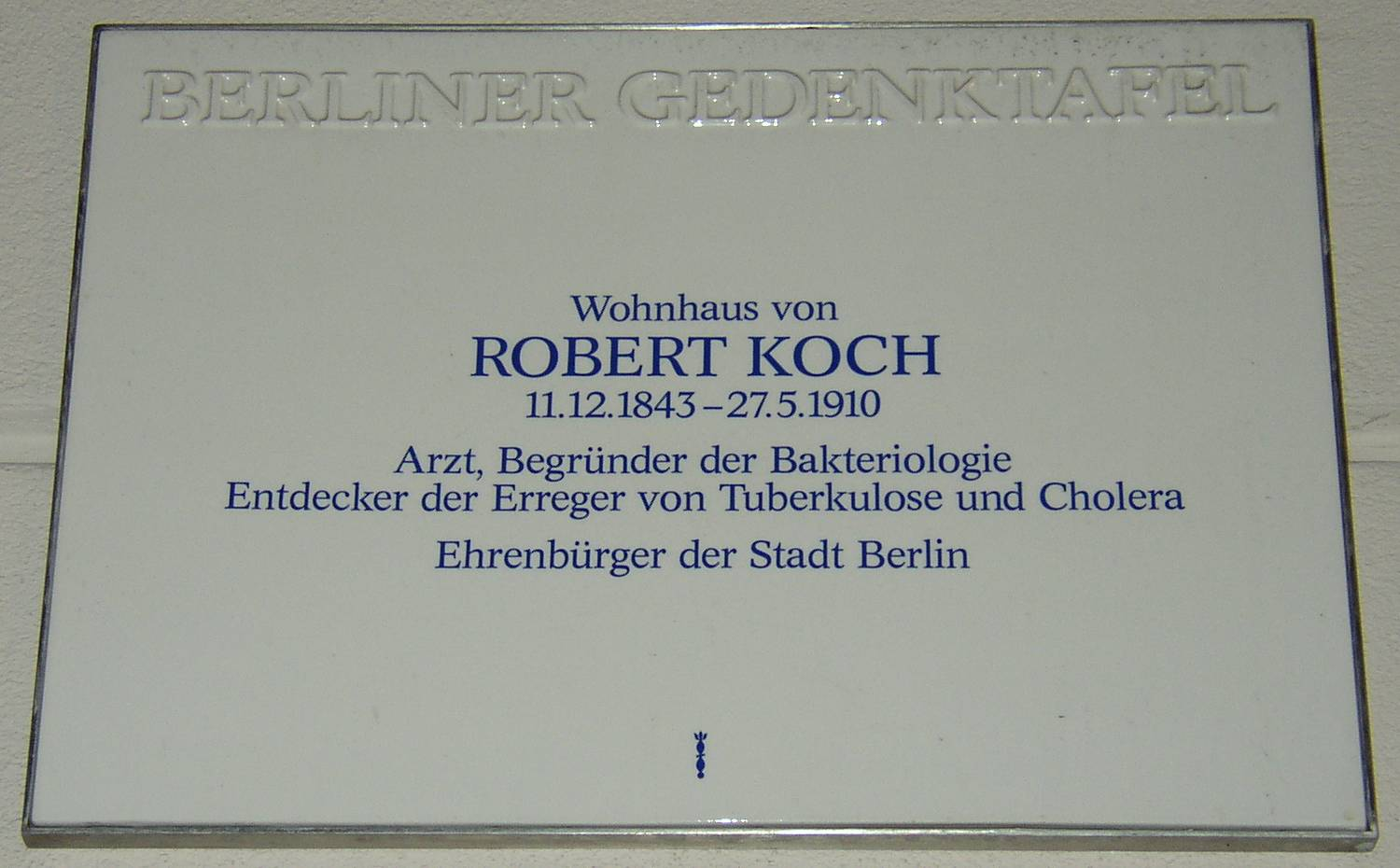
Targa in memoria di Robert Koch a Charlottenburg, Berlino

### Gli ultimi anni
Nonostante il fallimento della tubercolina, Koch continuò imperterrito ad avere fede nelle sue proprietà curative, ancora nel 1902, quando venne proclamata la non identità di tubercolosi umana e bovina. Egli fu a capo di diverse spedizioni promosse dal governo inglese, tra cui una nel 1896 in Sudafrica per studiare la peste bovina, e una nel 1902 in Rhodesia per svolgere ricerche su una malattia che interessava i locali allevamenti di bovini. Lavorò molto anche sulla malaria, aggiungendo nuove informazioni sul ciclo di vita del parassita che la causava.
Fu nel ventesimo secolo che Koch venne riportato in auge grazie a una serie di importanti onorificenze. Venne insignito nel 1901 della medaglia Harben, nel 1902 venne ammesso all'Accademia Parigina delle Scienze, e nel 1905 gli fu conferito il premio Nobel per la medicina. Si ammalò gravemente agli inizi del 1910: lamentava forti dolori nella parte sinistra del petto e soffriva di dispnea. Morì il 27 maggio 1910, a causa di un attacco cardiaco, a Baden-Baden. I suoi resti si trovano nel Robert Koch Institut a Berlino e sono in un mausoleo tuttora visitabile.

## Fondatore della batteriologia

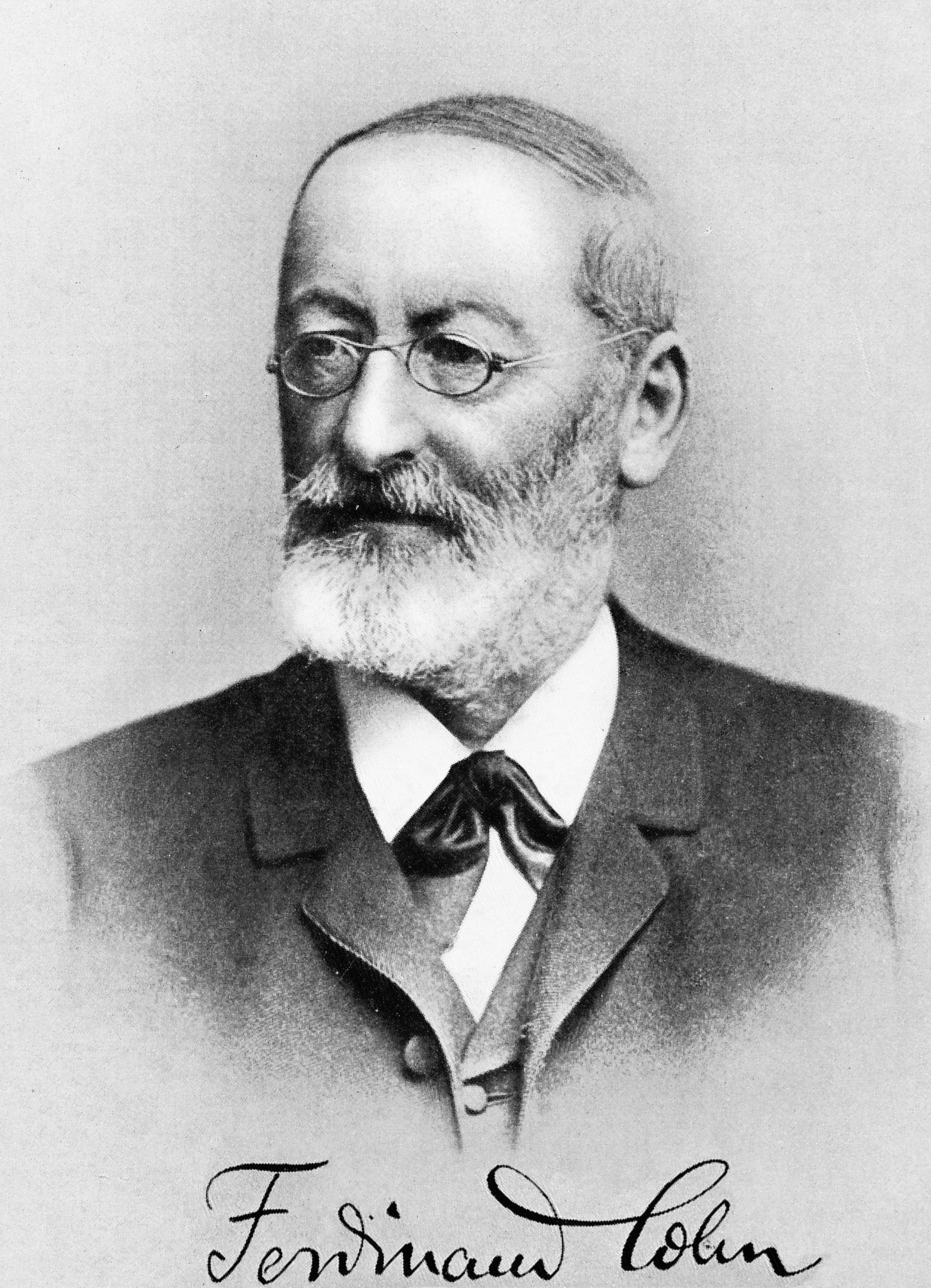
Ferdinand Julius Cohn

Convenzionalmente la nascita della batteriologia è datata nell'anno 1872 quando Ferdinand Julius Cohn pubblicò un articolo dettagliato sull'"esame dei batteri". L'opinione di allora riteneva che le forme diverse di batteri potessero fondersi tra di loro in base alle condizioni ambientali, diventando quindi un'unica specie. Cohn differenziò invece diverse specie di batteri, le quali erano modificabili solo entro determinati limiti. Nel 1877 riuscì inoltre a dimostrare delle spore nel Bacillus subtilis. Cohn, insieme a Koch, è ritenuto il fondatore della batteriologia moderna.

### Il ciclo vitale dell'agente patogeno dell'antrace

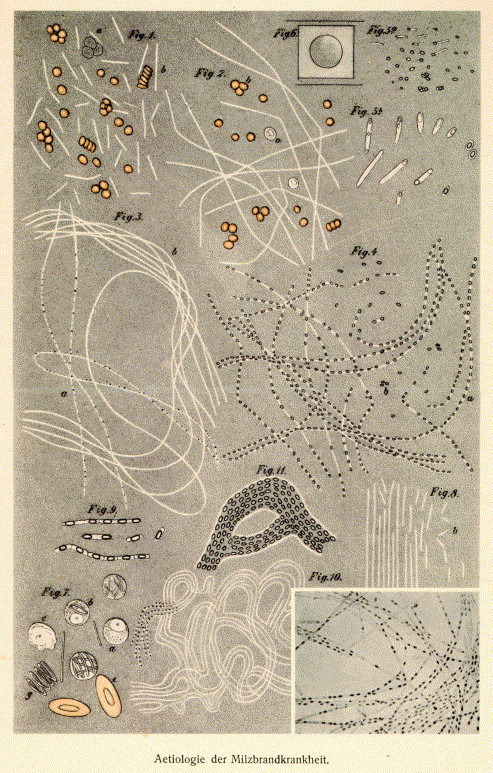

Koch non è lo scopritore dell'agente patogeno dell'antrace, detto anche carbonchio. Nel 1863, Casimir Davaine aveva scoperto una connessione tra batterio e malattia. La malattia del carbonchio era una malattia che dilaniava gli animali di campagna riuscendo a infettare anche gli uomini. Koch studiò tale malattia. Per i suoi studi microscopici sviluppò la tecnica della "goccia pendente", nel quale i microbi venivano coltivati in una goccia sulla parte inferiore del porta-oggetto.
Come liquido nutritivo utilizzava il liquido vitreo contenuto negl'occhi dei vitelli. Con questa sequenza poteva dimostrare e osservare la presenza di batteri nel sangue degli animali, come essi formavano spore e come si riproducevano. Le spore, trasparenti, le colorava con una tecnica suggeritagli da Karl Weigert. Infettando artificialmente i suoi animali da sperimentazione, questi contraevano il batterio dell'antrace, che li conduceva alla morte.
Egli riuscì a documentare il processo patologico di come i batteri distruggessero i vasi sanguigni. Con il suo lavoro poté spiegare perché gli animali sui pascoli si infettavano con l'antrace. I contadini non seppellivano profondamente le carcasse morte degli animali; da queste carcasse, infatti, Koch riuscì a isolare spore dell'antrace, inoltre poté dimostrare che il sangue infetto di pecore malate era infettivo anche dopo quattro anni; inviò la prima stesura del suo articolo sull'antrace a Cohn, il quale ne fu molto entusiasta e invitò Koch a una presentazione dettagliata a Breslavia; la pubblicazione venne stampata per la prima volta nel 1876.

## Postulati di Koch
Sono stati pubblicati nel 1883 e sono i criteri ancora oggi utilizzati per dimostrare che un determinato microrganismo è causa della malattia in questione.
- Il microrganismo deve essere presente costantemente negli individui malati (in ogni organismo malato si ritrovano microrganismi dello stesso tipo).
- Deve essere possibile isolarlo e coltivarlo in colture artificiali.
- Reinoculato in un organismo sano (ad esempio in un animale da esperimento) deve riprodurre la malattia iniziale.
- Deve essere possibile isolare nuovamente il microrganismo, che deve essere uguale a quello isolato in precedenza.[27]

Essi sono ancora considerati validi dalla scienza medica contemporanea.

## Scritti principali
- 1878 - Untersuchungen über die Aetiologie der Wundinfektionskrankheiten, Lipsia, Vogel, 1878 (traduzione italiana: Le malattie infettive traumatiche: ricerche ed etiologia, Napoli, Detken, 1886)
- 1884 - Il colera: conferenza del dottor Robert Koch tenuta all'Imperiale consiglio sanitario a Berlino, Milano, Treves, 1884
- 1887 - Bericht über die Tätigkeit der zur Erforschung der Cholera im Jahre 1883 nach Egypten und Indien entsandten Kommission, Berlino, Springer, 1887
- 1890 - Robert Kochs Heilmittel gegen die Tuberkulose, Berlino e Lipsia, Thieme, 1890 (traduzione italiana: Comunicazioni originali del dott. Robert Koch sul metodo da lui scoperto per la guarigione della tubercolosi, Milano, Verri, 1890)
- 1891 - Come ho scoperto la mia linfa: 2. comunicazione sul mio rimedio contro la tubercolosi; traduzione italiana del dott. S. Belfanti, Torino, Rosenberg & Sellier (Tip. G. Bruno e C.), 1891
- 1898 - Reise-Berichte über Rinderpest, Bobonenpest in Indien und Afrika, Tsetse- oder Surrakrankheit, Texasfieber, tropische Malaria, Schwarzwasserfieber / von Robert Koch, Berlino, Springer, 1898
- 1909 - Bericht über die Tätigkeit der zur Erforschung der Schlafkrankheit im Jahre 1906-07 nach Ostafrika entsandten Kommission/erstattet von Dr. R. Koch, Dr. M. Beck, Dr. F. Kleine, Berlino, Springer, 1909
- 1910 - Die Ätiologie der Milzbrand-Krankheit, begründet auf die Entwicklungsgeschichte des Bacillus Anthracis (1876); eingeleitet von M. Ficker, Lipsia , Barth, 1910
- 1912 - Die Ätiologie und die Bekämpfung der Tuberkulose; eingeleitet von M. Kirchner, Lipsia, Barth, 1912